# Ielîzavetivka, Prîmorsk
Ielîzavetivka (în ucraineană Єлизаветівка, în germană Neu Stuttgart) este localitatea de reședință a comunei Ielîzavetivka din raionul Prîmorsk, regiunea Zaporijjea, Ucraina.  Satul a fost locuit de germanii pontici.  

## Demografie
Componența lingvistică a localității Ielîzavetivka
     Ucraineană (73,28%)
     Rusă (24,68%)
     Alte limbi (2,24%)
Conform recensământului din 2001, majoritatea populației localității Ielîzavetivka era vorbitoare de ucraineană (73,28%), existând în minoritate și vorbitori de rusă (24,68%).